# Шульбинское водохранилище
Шульбинское водохранилище — водохранилище, образованное плотиной Шульбинской ГЭС на реке Иртыш. Расположено на территории Абайской и Восточно-Казахстанской области республики Казахстан.
Площадь водохранилища — 255 км², объём воды — 2,39 км³, длина — около 53 км, наибольшая ширина — 6 км. Высота над уровнем моря — 250 м. В долинах рек Шульбинка, Осиха и Кызыл-Су — заливы длиной до 11 км (Кызыл-Су) и шириной до 1,5 км. Устье ещё одной впадающей реки Уба образует дельту. Рыболовство (судак, лещ, плотва, щука и др.).
На западном берегу озера находится посёлок Шульбинск.
В зоне затопления водохранилища оказался курганный комплекс II—I веков до н. э. Карашат и мустьерская стоянка Шульбинка.